# William Anderson (lední hokejista)
William Hardling Anderson (1. dubna 1901 – 23. února 1983, Birkenhead) byl britský reprezentační hokejový brankář.
S reprezentací Velké Británie získal jednu bronzovou olympijskou medaili (1924).

## Úspěchy
- Bronz na Letních olympijských hrách - 1924